# Fernand Cormon
Fernand-Anne Piestre, hívják Fernand Cormon (Párizs, 1845. december 24. – Párizs, 1924. március 20.), francia akadémikus festő és tanár.

## Életútja
Mesterei voltak Jean-François Portaels, Alexandre Cabanel és Eugène Fromentin. Képeivel a párizsi Salonban mutatkozott be 1868-ban. Számos sikeres portrét, csatajelenetet (Munkába induló halász portréja, Asperni csata stb.), meghökkentő jeleneteket (például: Halál a szerájban) stb. festett, de mindig a hagyományos stílusban, hamarosan a párizsi hivatalos Salon ünnepelt történelmi festője lett. 
Freskókkal díszítette a párizsi Természettudományi Múzeumot és a Petit Palais des Beaux-Arts épületét, s egyes további párizsi és Tours-i középületek belső tereit. Sikeres festőiskolákat működtetett párizsi stúdióiban, majd az École des Beaux-Arts tanáraként számos leendő festő nála tanulta meg a képzőművészet mesterfogásainak alapjait.
1912-ben a Francia Művészetek Szövetségének elnökévé választották.

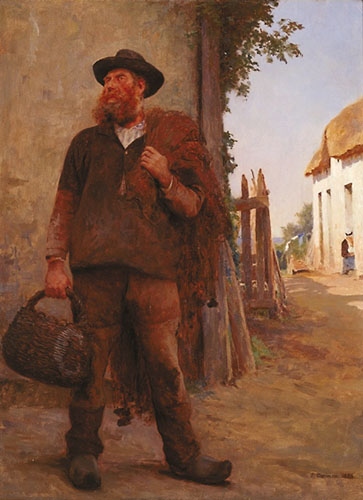
Halászni induló férfi (1888)

## Híres tanítványaiból
- Vincent van Gogh
- Henri de Toulouse-Lautrec
- Henri Matisse
- Émile Bernard
- Louis Anquetin
- Márffy Ödön

## Képeiből

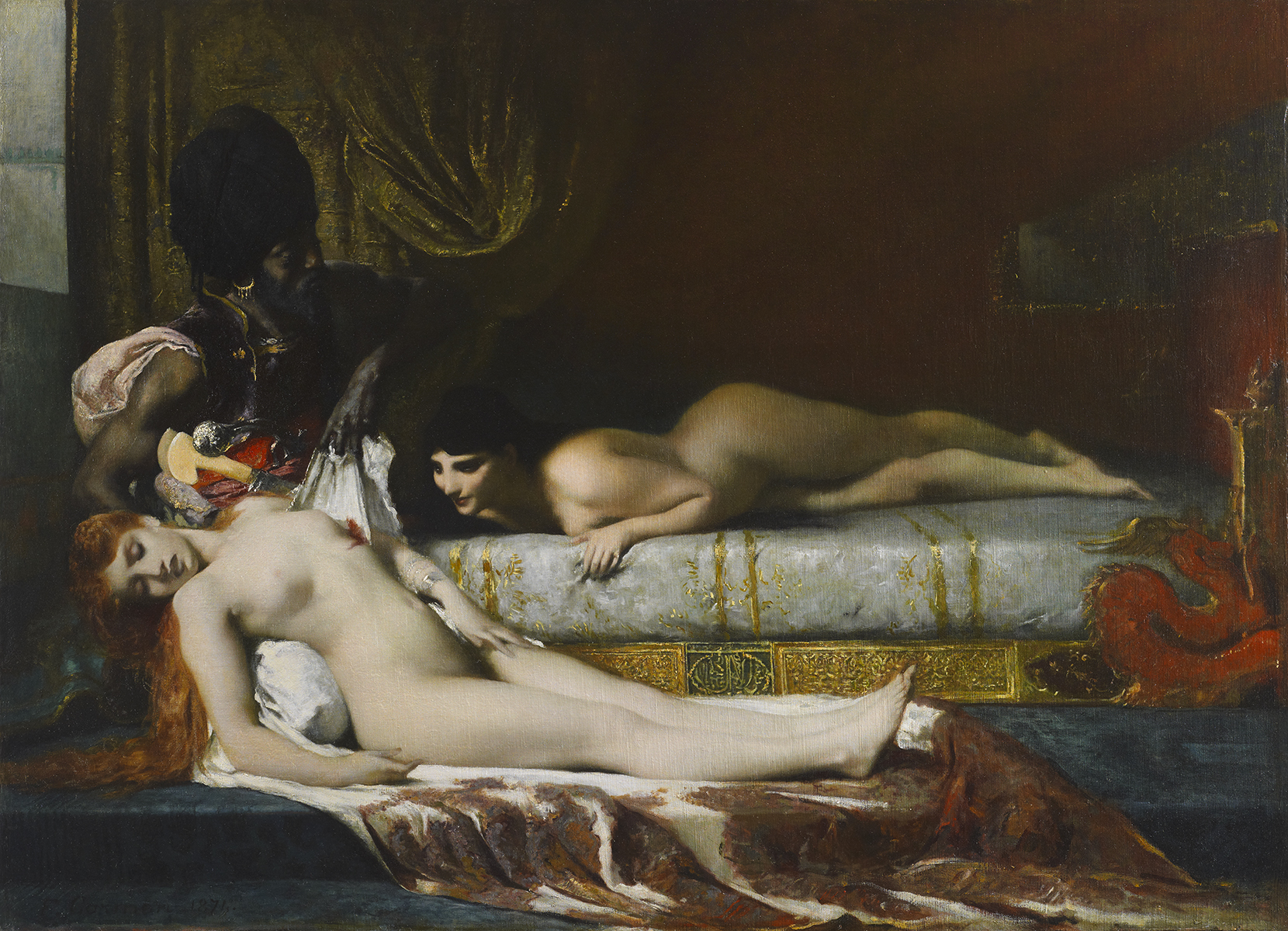
Gyilkosság a szerájban (1874)
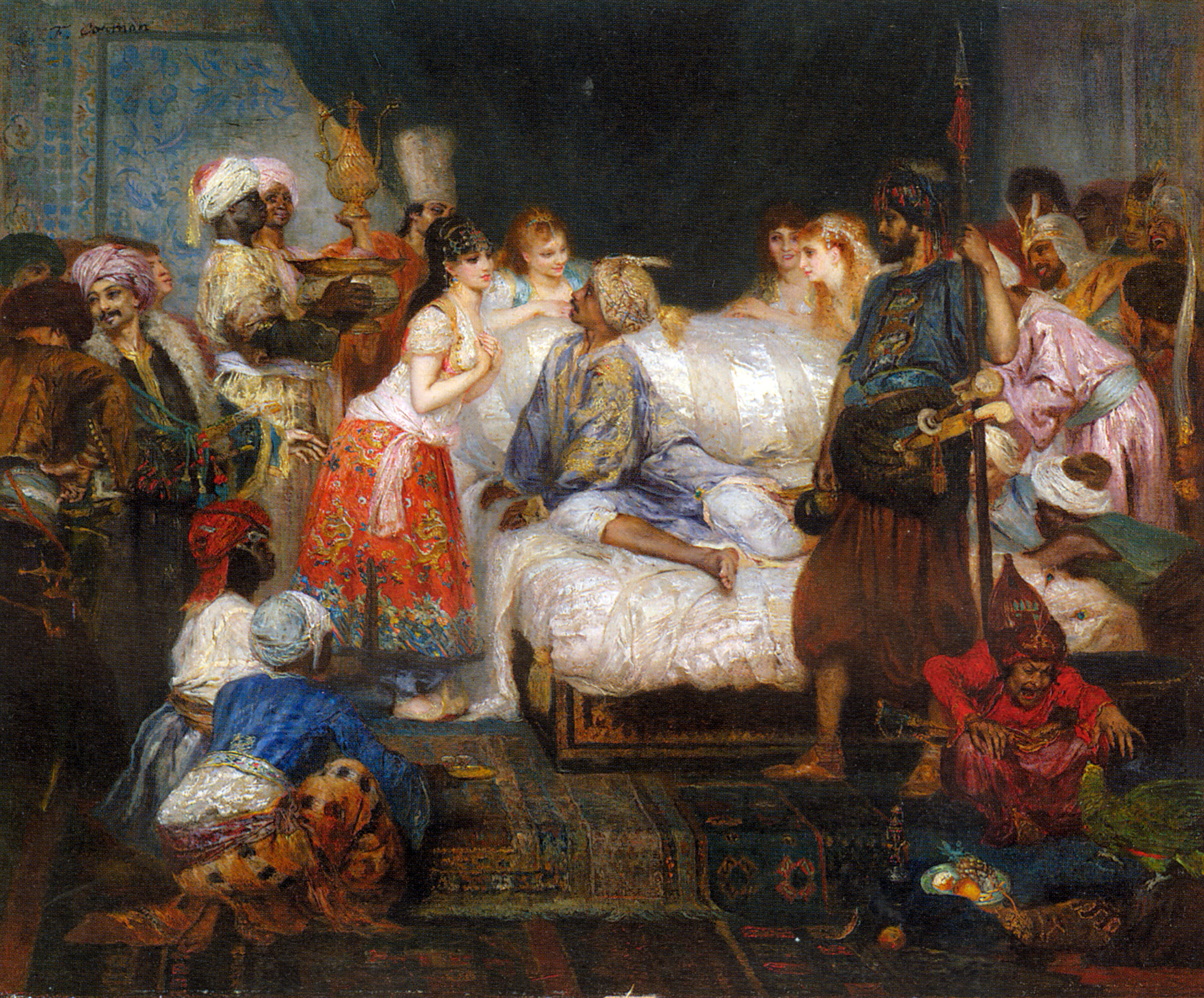
A hárem (1877 után)
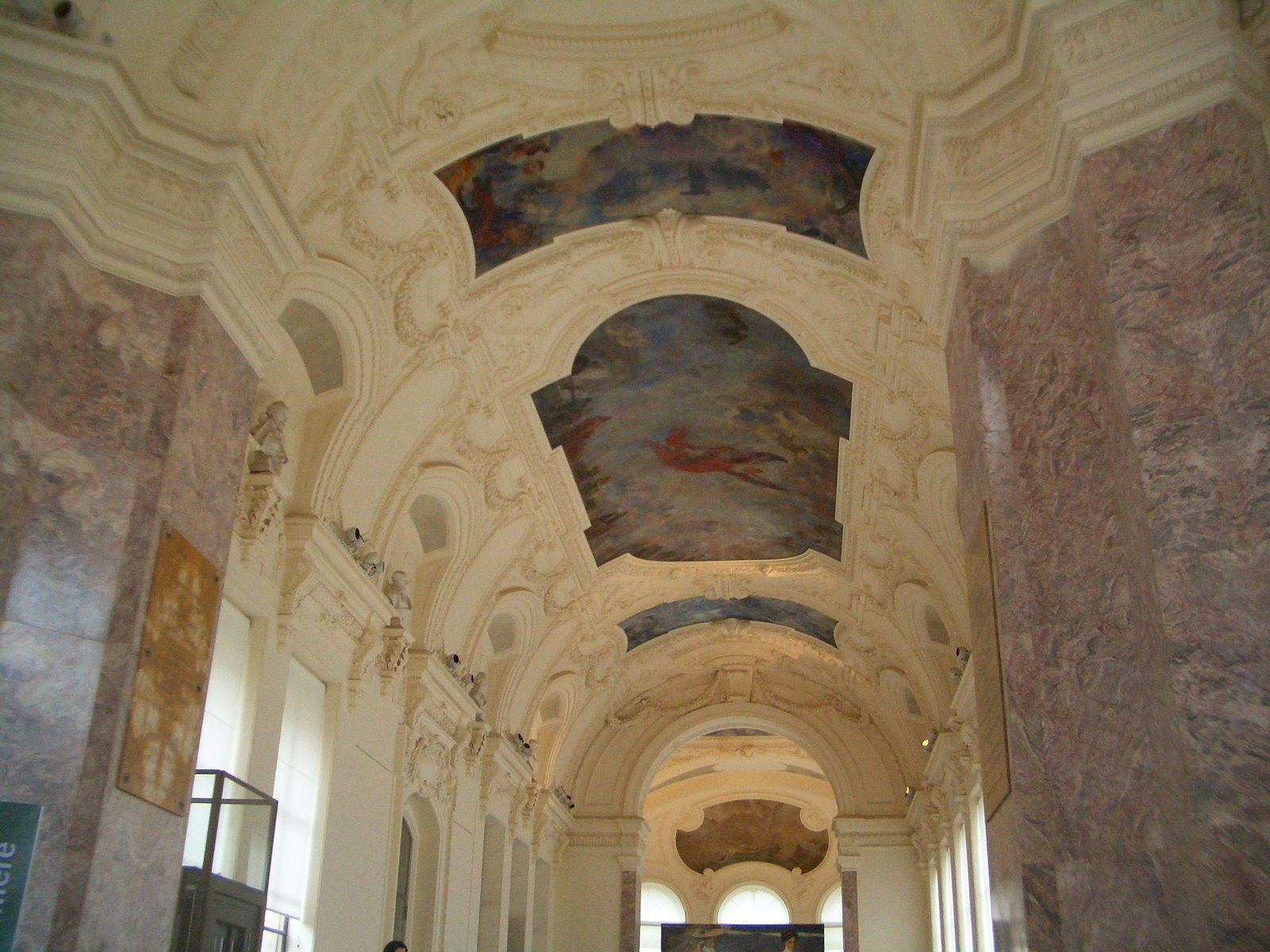
A Petit Palais mennyezeti freskója
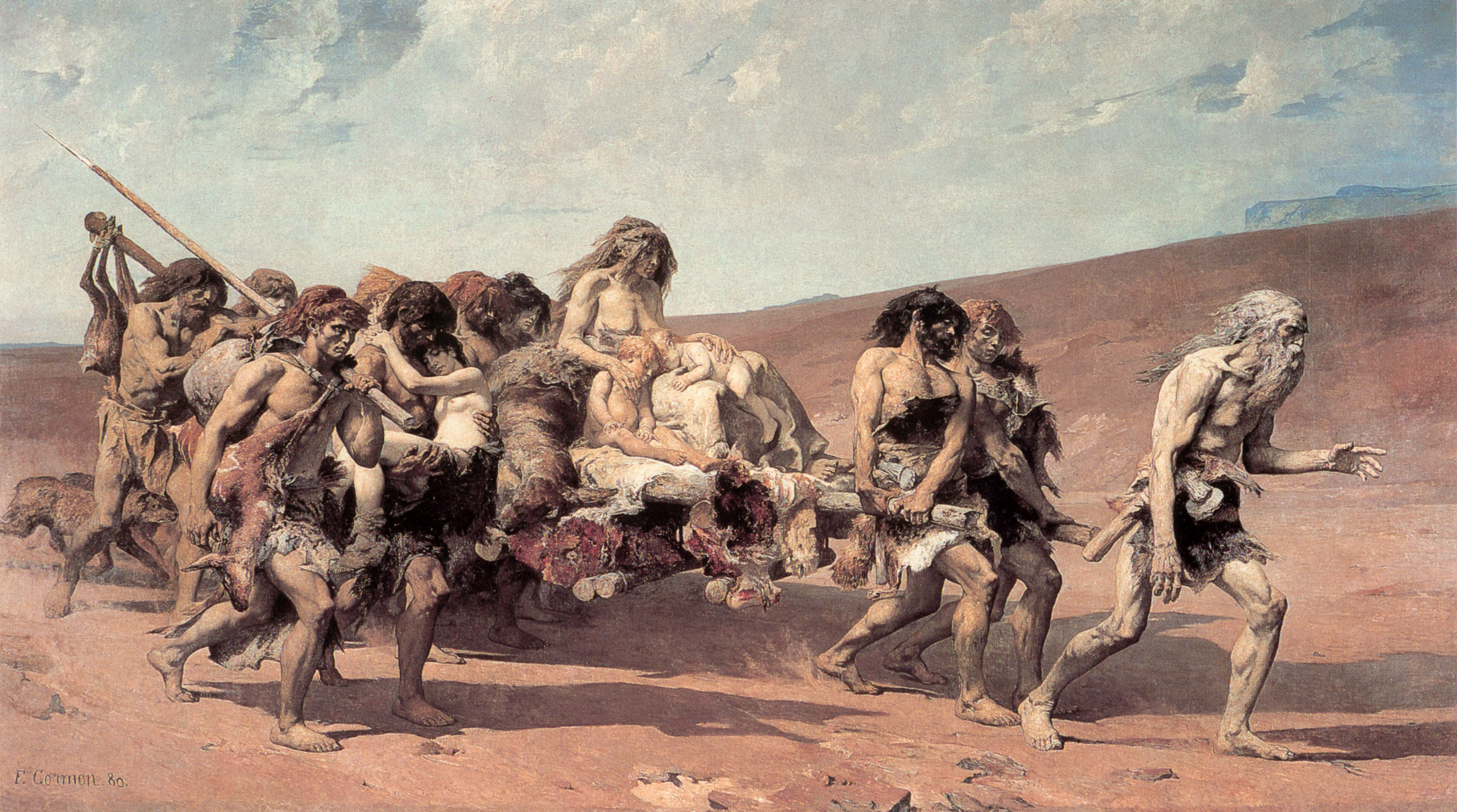
Káin családjának menekülése (1880)